# Leichtathletik-Weltmeisterschaften 2005/Speerwurf der Frauen

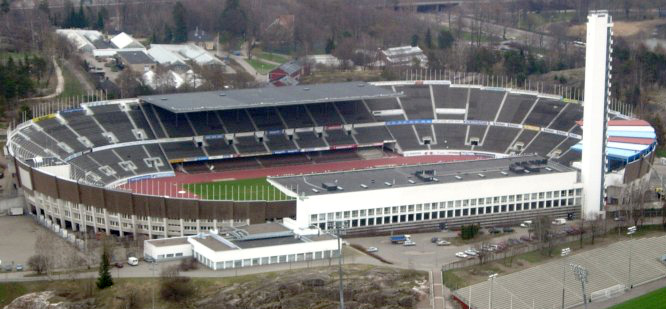
Das Olympiastadion in Helsinki im Mai 2005

Der Speerwurf der Frauen bei den Leichtathletik-Weltmeisterschaften 2005 wurde am 12. und 14. August 2005 im Olympiastadion der finnischen Hauptstadt Helsinki ausgetragen.
In diesem Wettbewerb errangen die deutschen Speerwerferinnen mit Silber und Bronze zwei Medaillen.

Es siegte die kubanische Weltmeisterin von 2001, Olympiasiegerin von 2004, Olympiazweite von 2000 und Weltrekordinhaberin Osleidys Menéndez, die bei den Panamerikanischen Spielen 1999 Erste und 2003 Dritte geworden war. Mit ihrem Siegeswurf hier in Helsinki verbesserte sie gleichzeitig ihren eigenen Weltrekord.

Silber ging ganz überraschend an Christina Obergföll, die einen neuen Europarekord aufstellte.

Bronze errang die Olympiazweite von 2004, WM-Dritte von 2003 und Vizeeuropameisterin von 2002 Steffi Nerius.

## Rekorde

### Bestehende Rekorde
| Weltrekord               | 71,54 m | Osleidys Menéndez | Rethymno, Griechenland      | 1. Juli 2001   |
| Weltmeisterschaftsrekord | 69,53 m | Osleidys Menéndez | WM 2001 in Edmonton, Kanada | 6. August 2001 |

### Rekordverbesserung
Die kubanische Weltmeisterin Osleidys Menéndez verbesserte ihren eigenen WM-Rekord im Finale am 14. August um 2,17 m auf 71,70 m. Damit übertraf sie gleichzeitig auch den von ihr selbst gehaltenen Weltrekord.
Darüber hinaus gab es einen Kontinental- und einen Landesrekord, beide erzielt im Finale am 14. August.
- Kontinentalrekord: 70,03 m (Europarekord) – Christina Obergföll (Deutschland)
- Landesrekord: 63,43 m – Christina Scherwin (Dänemark)

## Legende
Kurze Übersicht zur Bedeutung der Symbolik – so üblicherweise auch in sonstigen Veröffentlichungen verwendet:
| – | verzichtet |
| x | ungültig   |

## Qualifikation
Dreißig Teilnehmerinnen traten in zwei Gruppen zur Qualifikationsrunde an. Die Qualifikationsweite für den direkten Finaleinzug betrug 60,50 m. Acht Athletinnen übertrafen diese Marke (hellblau unterlegt). Das Finalfeld wurde mit den vier nächstplatzierten Sportlerinnen auf zwölf Werferinnen aufgefüllt (hellgrün unterlegt). So reichten für die Finalteilnahme schließlich 59,06 m.

### Gruppe A
12. August 2005, 13:20 Uhr
| Platz | Name                   | Nation         | Resultat (m) | 1. Versuch (m) | 2. Versuch (m) | 3. Versuch (m) |
| 1     | Osleidys Menéndez      | Kuba           | 65,77        | 65,77          | –              | –              |
| 2     | Christina Obergföll    | Deutschland    | 61,59        | x              | 59,60          | 61,59          |
| 3     | Mikaela Ingberg        | Finnland       | 61,06        | 56,52          | 55,58          | 61,06          |
| 4     | Goldie Sayers          | Großbritannien | 60,67        | 60,67          | –              | –              |
| 5     | Christina Scherwin     | Dänemark       | 60,11        | x              | 60,11          | x              |
| 6     | Angeliki Tsiolakoudi   | Griechenland   | 59,06        | 54,35          | 57,15          | 59,06          |
| 7     | Mercedes Chilla        | Spanien        | 58,38        | x              | 57,82          | 58,38          |
| 8     | Olha Ivankova          | Ukraine        | 56,56        | 56,56          | 55,56          | 56,53          |
| 9     | Claudia Coslovich      | Italien        | 55,78        | 54,29          | 55,78          | x              |
| 10    | Kim Kreiner            | USA            | 55,05        | 55,05          | 50,55          | 52,88          |
| 11    | Felicia Țilea-Moldovan | Rumänien       | 54,68        | x              | 50,66          | 54,68          |
| 12    | Nora Aida Bicet        | Kuba           | 54,52        | x              | 54,52          | x              |
| 13    | Inga Stasiulionyté     | Litauen        | 54,38        | 54,38          | 51,22          | 51,53          |
| 14    | Moonika Aava           | Estland        | 54,52        | 50,57          | 54,24          | 52,60          |
| 15    | Mariya Yakovenko       | Russland       | 50,37        | 50,37          | 49,85          | 49,93          |

In der Qualifikation aus Gruppe A ausgeschiedene Speerwerferinnen:

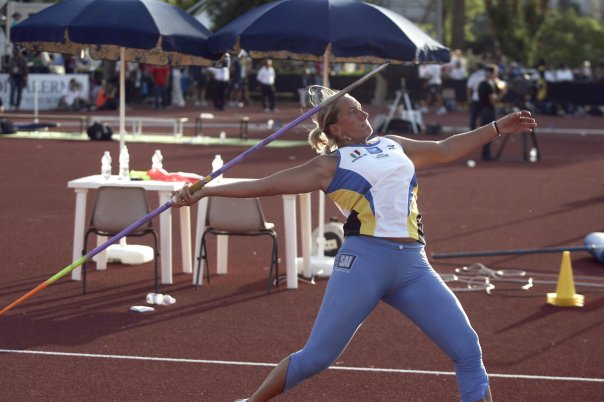
Claudia Coslovich Rang neun mit 55,78 m
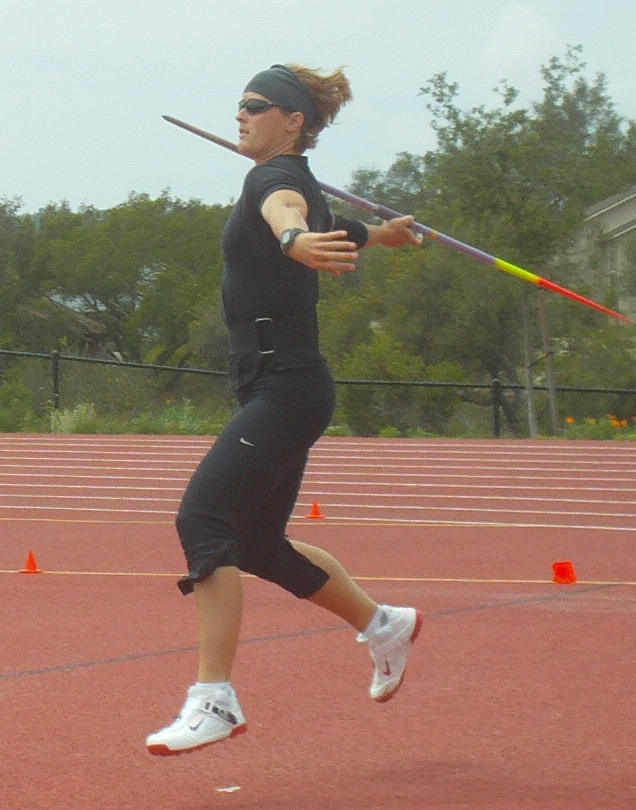
Kim Kreiner Rang zehn mit 55,05 m
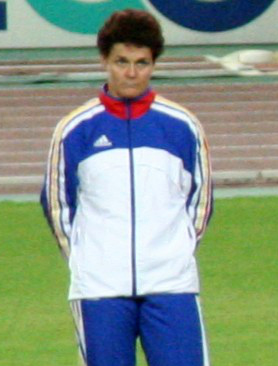
Felicia Țilea-Moldovan Rang elf mit 54,68 m

### Gruppe B
12. August 2005, 14:40 Uhr
| Platz | Name                | Nation              | Resultat (m) | 1. Versuch (m) | 2. Versuch (m) | 3. Versuch (m) |
| 1     | Steffi Nerius       | Deutschland         | 66,52        | 66,52          | –              | –              |
| 2     | Sonia Bisset        | Kuba                | 64,50        | 64,50          | –              | –              |
| 3     | Laverne Eve         | Bahamas             | 61,12        | 54,27          | 57,68          | 61,12          |
| 4     | Paula Tarvainen     | Finnland            | 60,83        | 58,53          | x              | 60,83          |
| 5     | Zahra Bani          | Italien             | 60,09        | 60,09          | x              | 55,76          |
| 6     | Rumjana Karapetrowa | Bulgarien           | 59,22        | 57,45          | 59,22          | 58,07          |
| 7     | Barbora Špotáková   | Tschechien          | 58,74        | 57,21          | 56,51          | 58,74          |
| 8     | Olivia McKoy        | Jamaika             | 58,49        | 58,49          | x              | 54,63          |
| 9     | Barbara Madejczyk   | Polen               | 57,14        | 48,11          | 57,14          | 56,66          |
| 10    | Inga Kožarenoka     | Lettland            | 56,71        | 53,78          | 56,71          | 50,46          |
| 11    | Nikolett Szabó      | Ungarn              | 55,17        | 53,01          | 52,26          | 55,17          |
| 12    | Savva Lika          | Griechenland        | 55,03        | 48,33          | 50.24          | 55,03          |
| 13    | Xue Juan            | Volksrepublik China | 53,81        | 50,53          | 53,81          | x              |
| 14    | Serafina Akeli      | Samoa               | 47,37        | 43,52          | 47,37          | 46,59          |
| NM    | Mirela Manjani      | Griechenland        | ogV          | x              | x              | x              |

In der Qualifikation aus Gruppe B ausgeschiedene Speerwerferinnen:

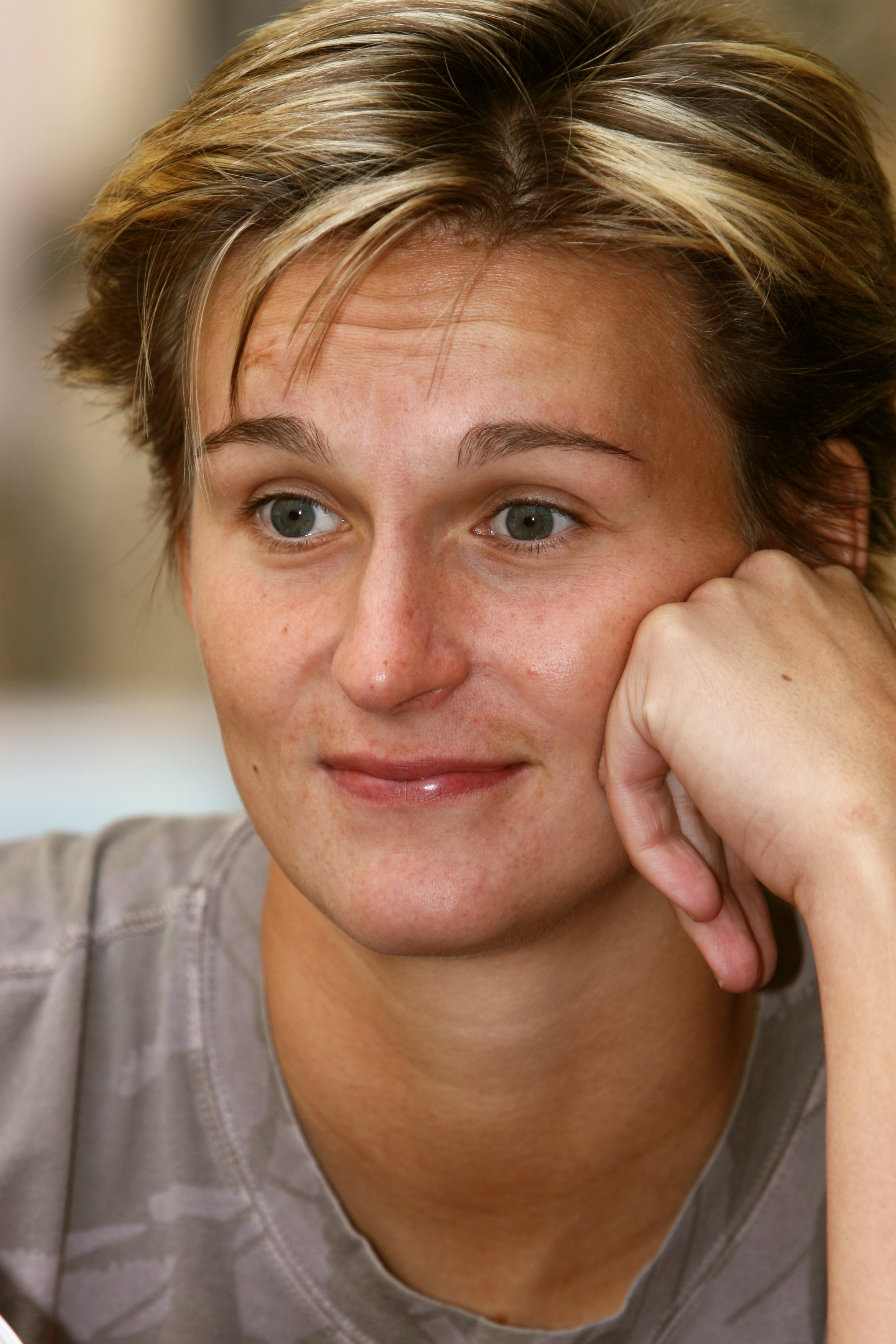
Barbora Špotáková – später unter anderem zweifache Olympiasiegerin und dreifache Weltmeisterin – Rang sieben mit 58,74 m
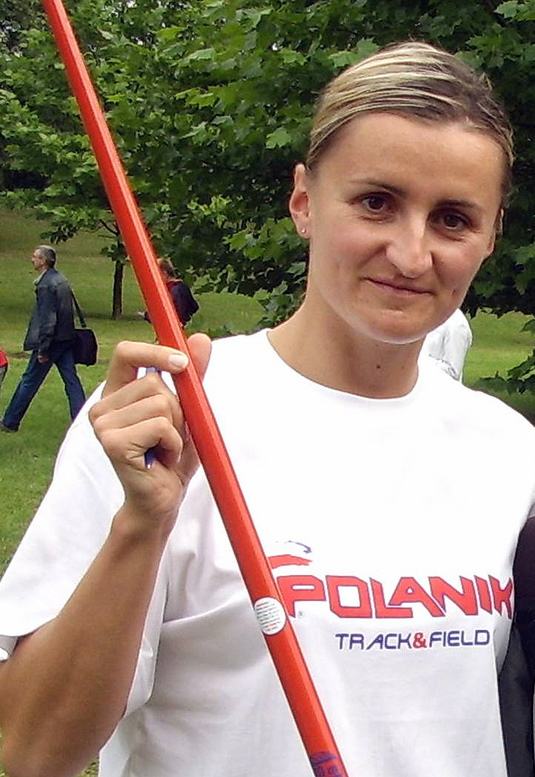
Barbara Madejczyk Rang neun mit 57,14 m
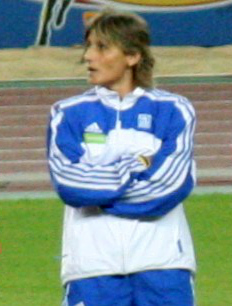
Savva Lika Rang zwölf mit 55,03 m

## Finale
14. August 2005, 19:25 Uhr
| Platz | Name                 | Nation         | Resultat (m) | 1. Versuch (m) | 2. Versuch (m) | 3. Versuch (m) | 4. Versuch (m)                              | 5. Versuch (m)                              | 6. Versuch (m)                              |
| 1     | Osleidys Menéndez    | Kuba           | 71,70 WR     | 71,70          | x              | –              | 65,53                                       | 63,80                                       | –                                           |
| 2     | Christina Obergföll  | Deutschland    | 70,03 ER     | 61,55          | 70,03          | –              | –                                           | –                                           | 59,67                                       |
| 3     | Steffi Nerius        | Deutschland    | 65,96        | 65,96          | x              | x              | 64,26                                       | 64,35                                       | x                                           |
| 4     | Christina Scherwin   | Dänemark       | 63,43 NR     | 59,36          | 62,32          | 60,04          | 63,43                                       | x                                           | x                                           |
| 5     | Zahra Bani           | Italien        | 62,75        | 55,28          | 60,71          | 54,06          | x                                           | 56,16                                       | 62,75                                       |
| 6     | Paula Tarvainen      | Finnland       | 62,64        | 62,64          | x              | x              | x                                           | 56,89                                       | x                                           |
| 7     | Sonia Bisset         | Kuba           | 61,75        | x              | 59,55          | 59,71          | 58,62                                       | 61,75                                       | 60,57                                       |
| 8     | Angeliki Tsiolakoudi | Griechenland   | 57,99        | 57,30          | 57,99          | 56,78          | x                                           | x                                           | 56,62                                       |
| 9     | Mikaela Ingberg      | Finnland       | 57,54        | 56,77          | 55,70          | 57,54          | nicht im Finale der besten acht Werferinnen | nicht im Finale der besten acht Werferinnen | nicht im Finale der besten acht Werferinnen |
| 10    | Laverne Eve          | Bahamas        | 57,10        | x              | 51,96          | 57,10          | nicht im Finale der besten acht Werferinnen | nicht im Finale der besten acht Werferinnen | nicht im Finale der besten acht Werferinnen |
| 11    | Rumjana Karapetrowa  | Bulgarien      | 57,06        | 57,06          | 53,54          | 55,73          | nicht im Finale der besten acht Werferinnen | nicht im Finale der besten acht Werferinnen | nicht im Finale der besten acht Werferinnen |
| 12    | Goldie Sayers        | Großbritannien | 54,44        | 54,44          | 54,16          | 52,94          | nicht im Finale der besten acht Werferinnen | nicht im Finale der besten acht Werferinnen | nicht im Finale der besten acht Werferinnen |

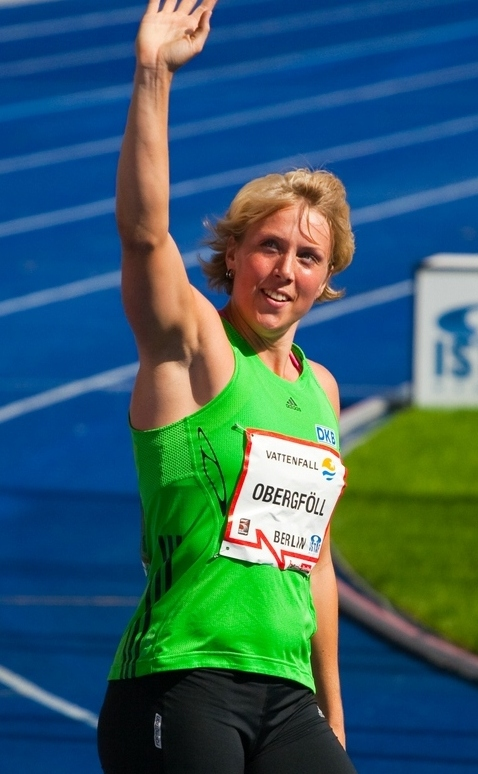
Überraschungsvizeweltmeisterin Christina Obergföll stellte einen neuen Europarekord auf
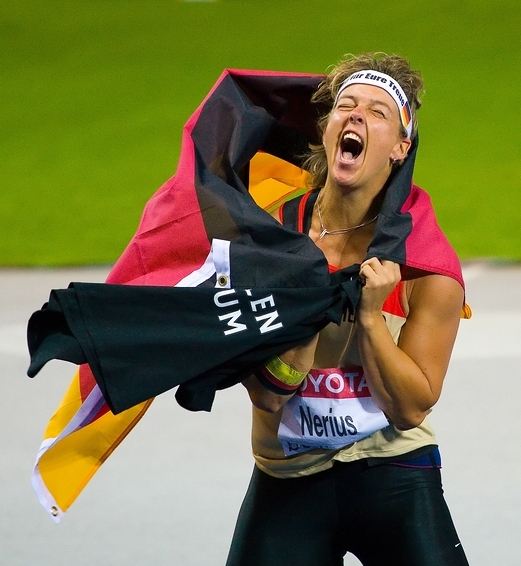
Bronze gab es für Steffi Nerius (hier als Weltmeisterin 2009) – 2004 war sie Olympiazweite, 2003 WM-Dritte und 2002 Vizeeuropameisterin
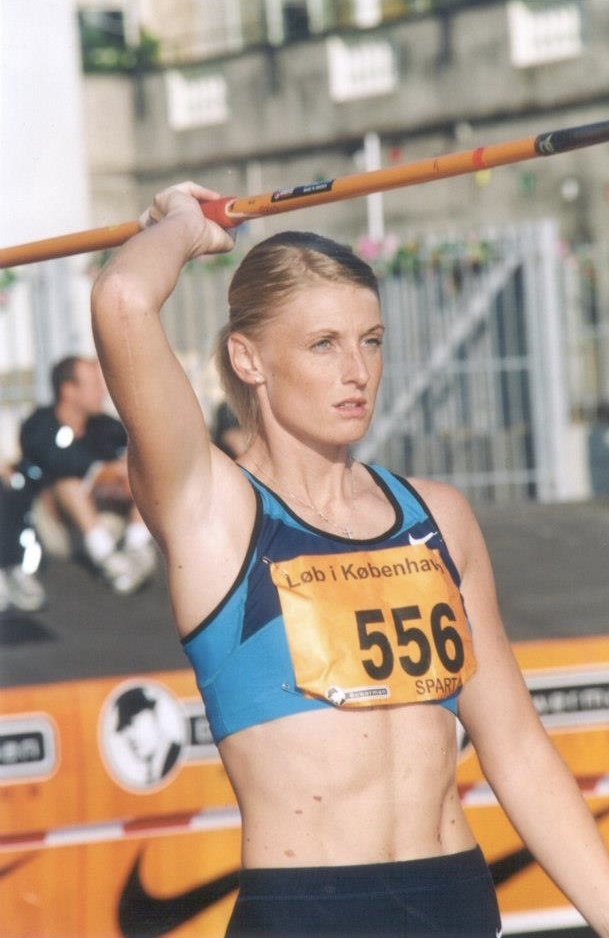
Christina Scherwin wurde Vierte mit neuem dänischen Rekord
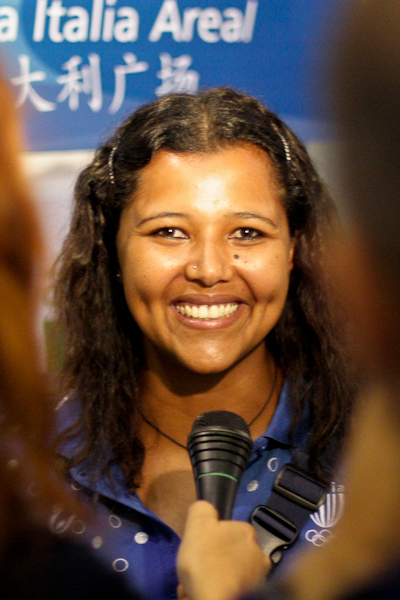
Zahra Bani belegte Rang fünf
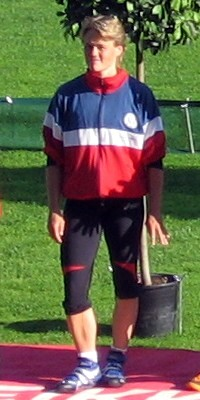
Die sechstplatzierte Paula Tarvainen
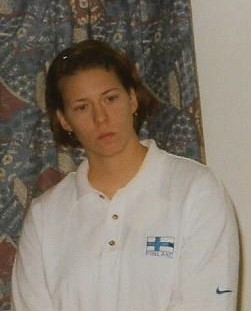
Rang neun für die zweifache EM-Dritte (1998/2002) Mikaela Ingberg
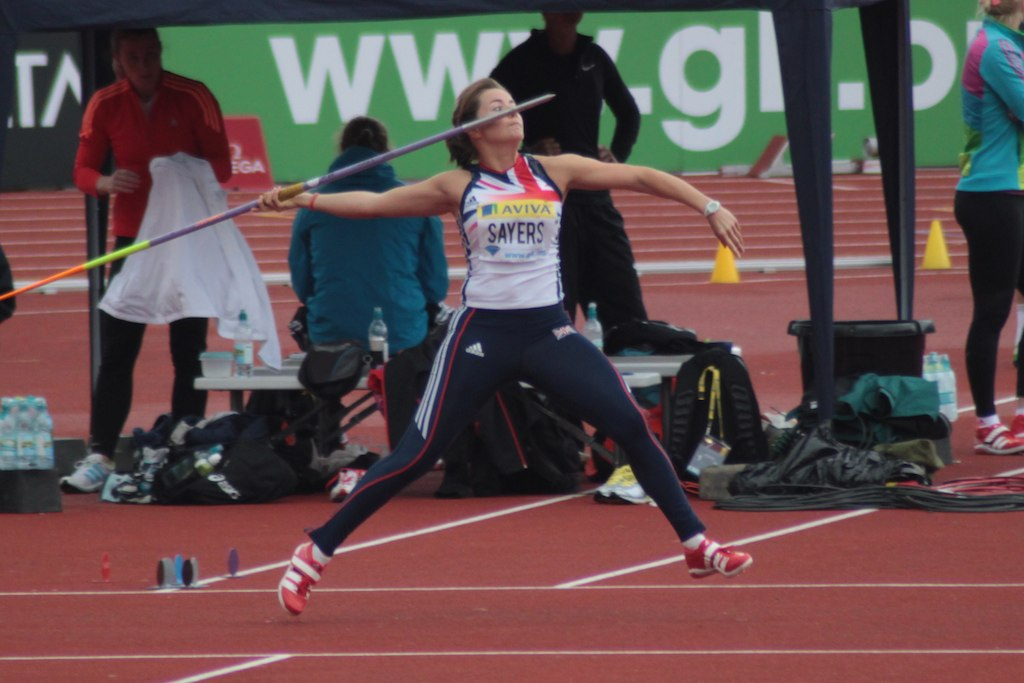
Goldie Sayers erreichte Platz zwölf

## Video
- World Records – Javelin Throw women Final Helsinki 2005, youtube.com, abgerufen am 16. Oktober 2020